# Estadio Héctor Daniel Varela
El Estadio Héctor Daniel Varela es un estadio de fútbol de San Miguel de Tucumán, Tucumán, Argentina. Este es propiedad del Club Atlético All Boys de Tucumán y se encuentra entre las calles Uruguay, Italia, 12 de Octubre y calle 34 N.O.

## Historia
El Club All Boys fue fundado el 22 de septiembre de 1916 por socios expulsados de Atlético Tucumán que disconformes, fundaron la institución. La primera cancha estuvo en calle La Rioja al 800, mudándose luego al gimnasio San Martín de avenida Sarmiento y Laprida. En 1935 se trasladó a un recinto deportivo en avenida Benjamín Aráoz. El estadio ubicado en el Parque 9 de Julio contó con iluminación artificial, inaugurada en 1940 en un encuentro contra Mitre de Santiago del Estero.
Posteriormente el club fue desalojado en 1946 y el terreno se destinó para la actual Facultad de Educación Física de la UNT y viviendas. En 1947 se adquirió el predio del actual estadio y se construyó el estadio con un costo de ARM 100 000. En un comienzo, abarcaba dos manzanas pero se lotearon media manzana para fines residenciales. En este estadio se jugaron partidos del Campeonato Argentino de Básquet de 1978, por lo cual se edificaron tribunas tubulares y una cancha desmontable de madera.